# Rūjas purvs
Rūjas purvs är en mosse i Lettland.   Den ligger i Valmiera kommun, i den norra delen av landet, 120 km nordost om huvudstaden Riga.